# 沃思堡警察局
沃思堡警察局（英語：Fort Worth Police Department）是美国德克萨斯州沃思堡的警察部门。乔尔·菲茨杰拉德为现任警察总警监。
沃思堡警察局负责沃思堡市区内的交通和一般执法工作。专业部门包括调查部门、警犬部门、自行车巡逻部门和SWAT。

## 组织
沃思堡警察局分为六个巡逻区：中央区、北区、南区、东区、西北区和西区，每个分区管辖城市的多个区域。 每个分区又分为四个街区警区。
每个巡逻区所包括的城市区域如下:
中央分局——警司约瑟夫·斯派洛
- 市中心
- 医院区
- 德克萨斯基督教大学

北区分局——警司尼尔·诺克斯
- 沃思堡牲畜饲养场
- 德克萨斯州赛道
- 北沃思堡

西北区分局——警司佩德罗·克里亚多
东区分局——警司迈克尔·谢德
- 东沃思堡

西区分局——警司辛西娅·奥尼尔
- 沃斯湖
- 鲍伊营
- 博物馆区
- 沃斯堡动物园
- 德克萨斯基督教大学

南区分局——警司格雷戈里·韦瑟斯
- 南沃思堡

## 警阶和警徽
| 警阶          | 警徽 |
| ------------- | ---- |
| 总警监        |      |
| 助理总警监    |      |
| 副总警监      |      |
| 警司          |      |
| 警监          |      |
| 警督          |      |
| 警长          |      |
| 高级警员/警探 |      |
| 警员          | 无   |

## 因公殉职事件
自从沃思堡警察局成立以来，已有56名警察因公殉职。
死亡原因如下:
| 死亡原因         | 死亡人数 |
| ---------------- | -------- |
| 袭击             | 2        |
| 汽车事故         | 3        |
| 溺亡             | 1        |
| 与工作有关的疾病 | 3        |
| 枪伤             | 25       |
| 枪伤（意外走火） | 2        |
| 心脏病           | 2        |
| 摩托车意外       | 7        |
| 刺伤             | 1        |
| 电车撞伤         | 1        |
| 车辆撞伤         | 2        |
| 车辆追逐         | 2        |
| 车辆袭击         | 5        |

亡故的警员们列于第七大街的沃斯堡警察和消防员纪念馆中公开悼念。

## 警员构成
- 男性：83%
- 女性：17%
- 白人：75%
- 西班牙裔：13%
- 非裔美国人/黑人：12%[11]